# 댈러스 인터내셔널 스쿨

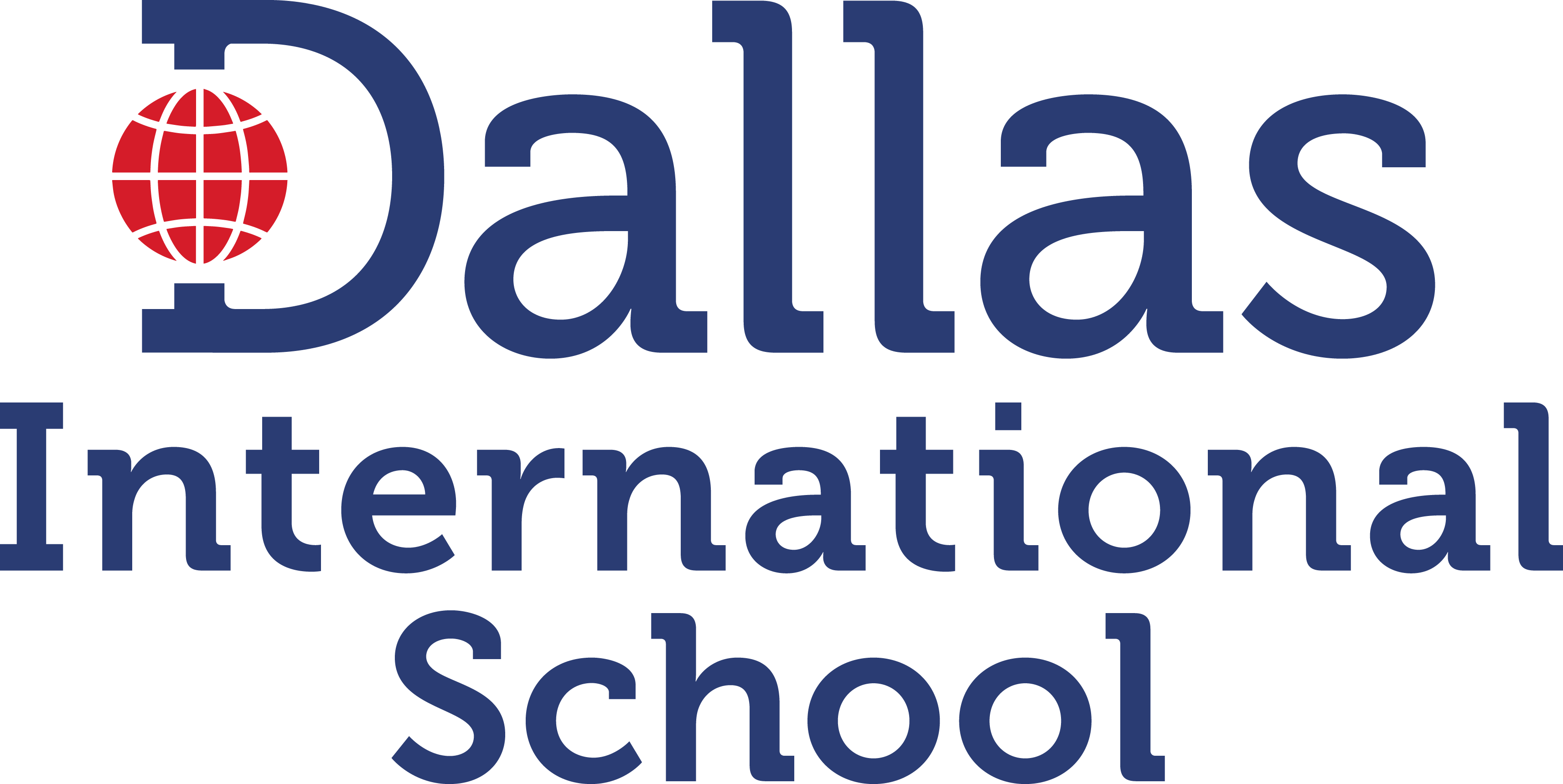

댈러스 인터내셔널 스쿨(Dallas International School)은 미국 텍사스주 댈러스에 있는 12년제 사립 국제 초중고등학교이다.

## 개교
이 학교는 1991년에 개교하였다.

## 트리비아
대한민국 여성 가수 청하(애니 킴)가 2013년 2월, 이 학교 예하 고등부를 중퇴한 바 있다.

## 같이 보기
- 프랑스의 교육
- 국제학교
- 다중언어